# Zbocze Fordońskie

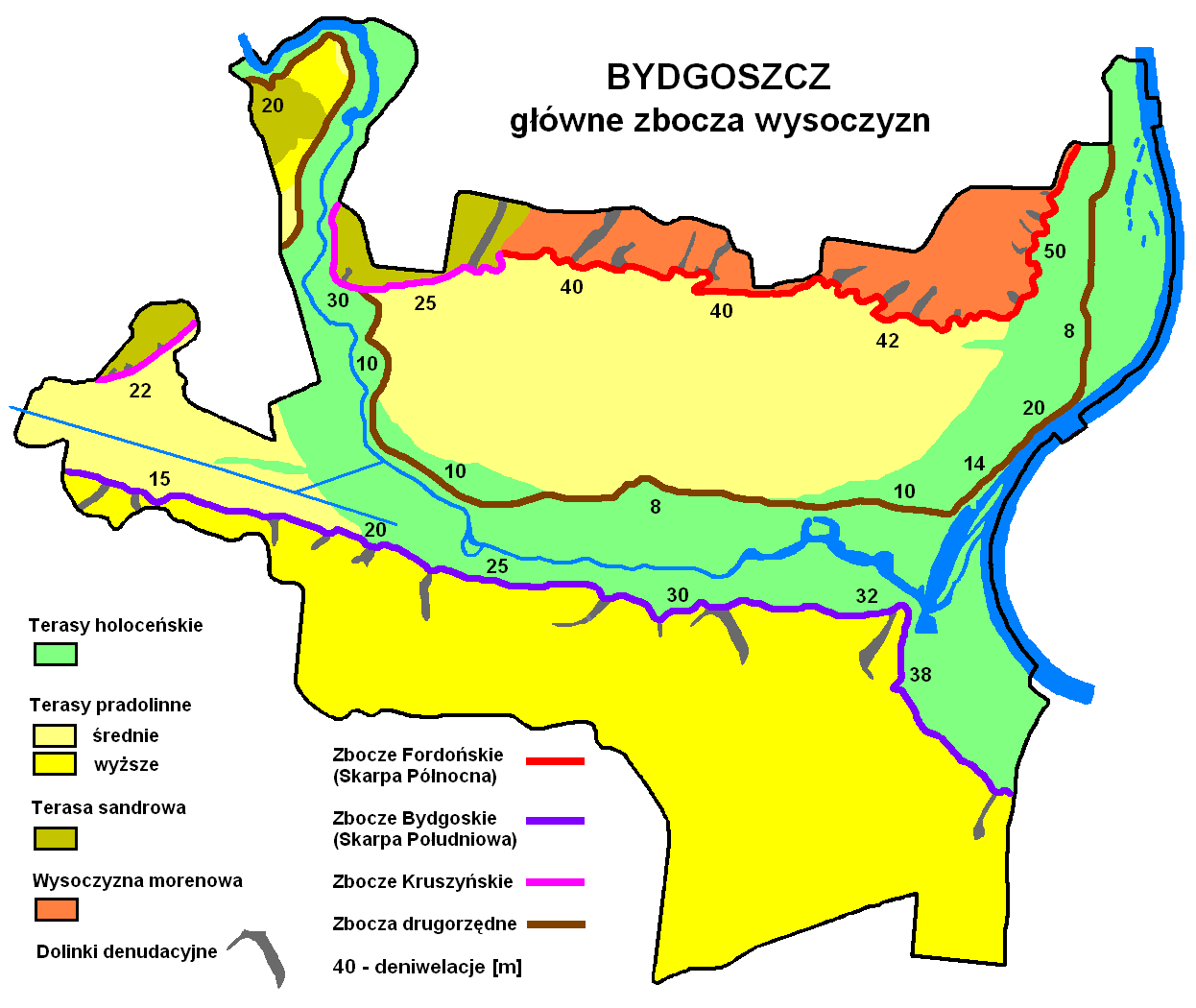
Schemat Zbocza Fordońskiego

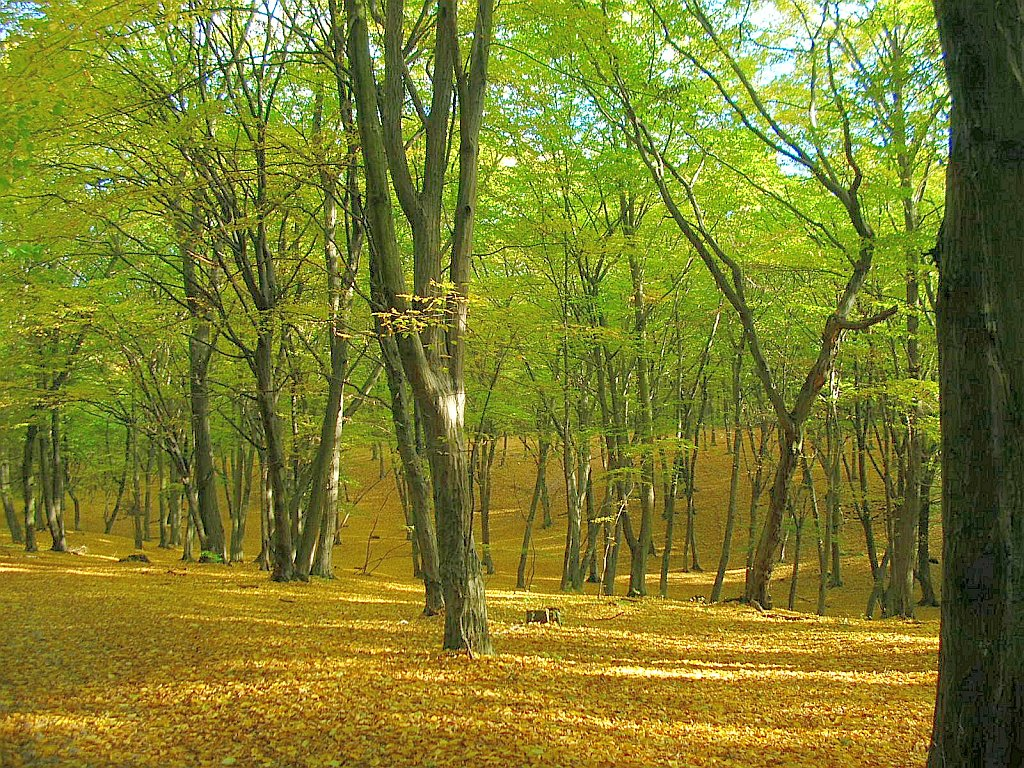
Grąd w Dolinkach Myślęcińskich

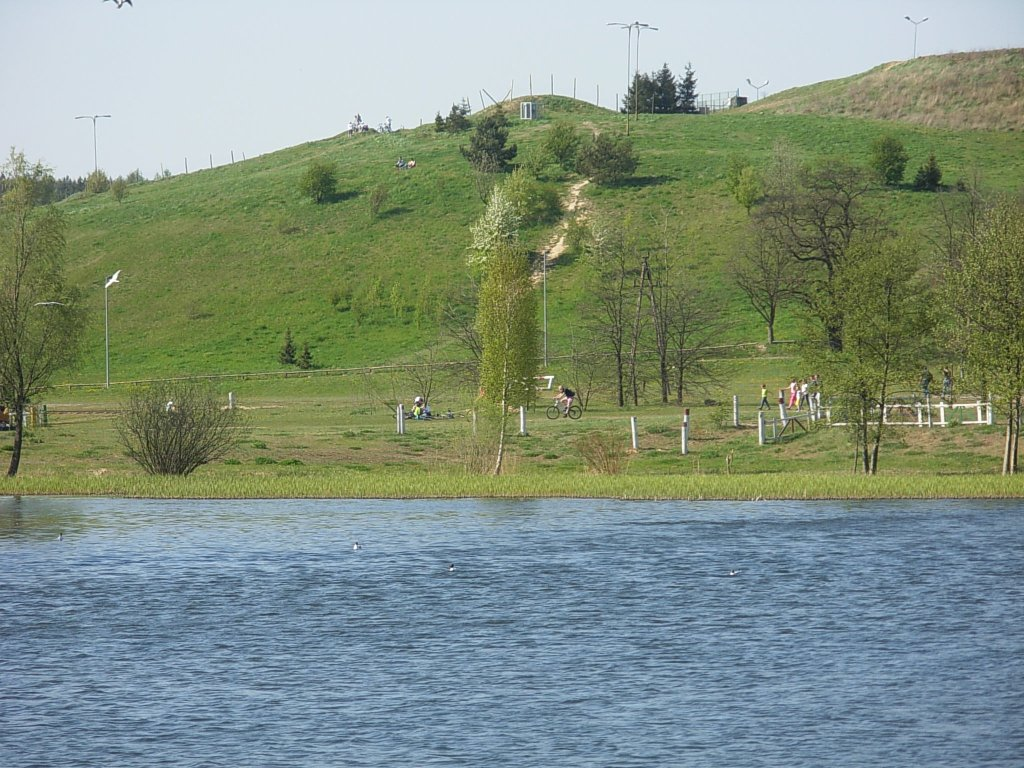
Góra Myślęcińska

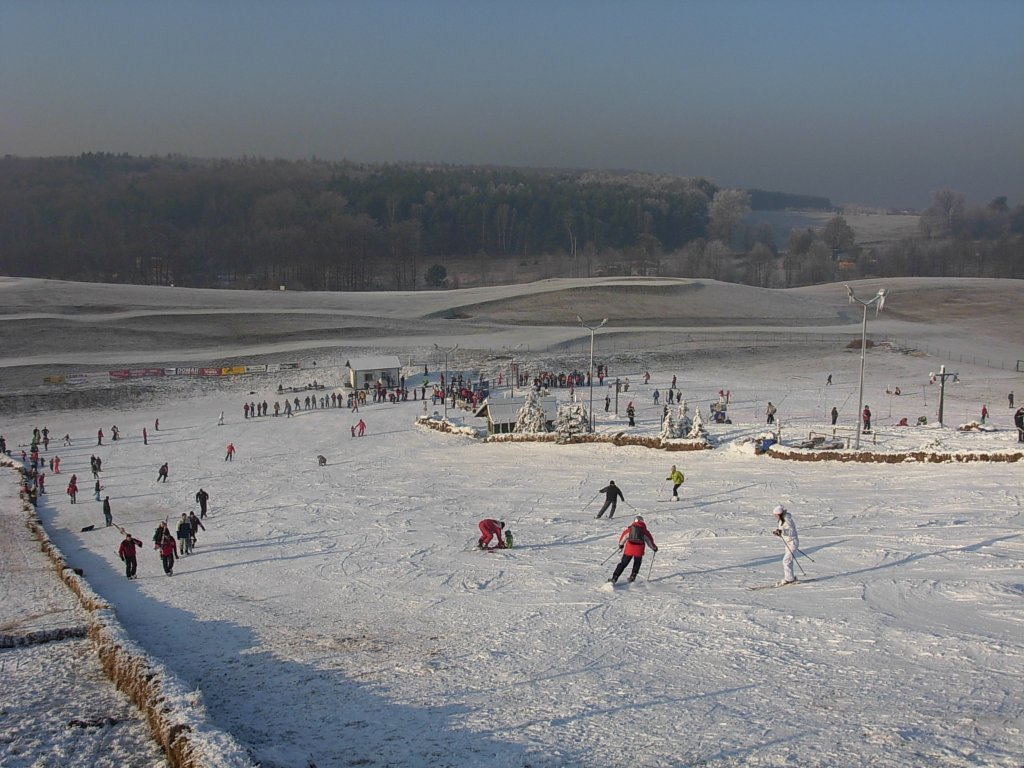
Stok narciarski na wzgórzu w Myślęcinku

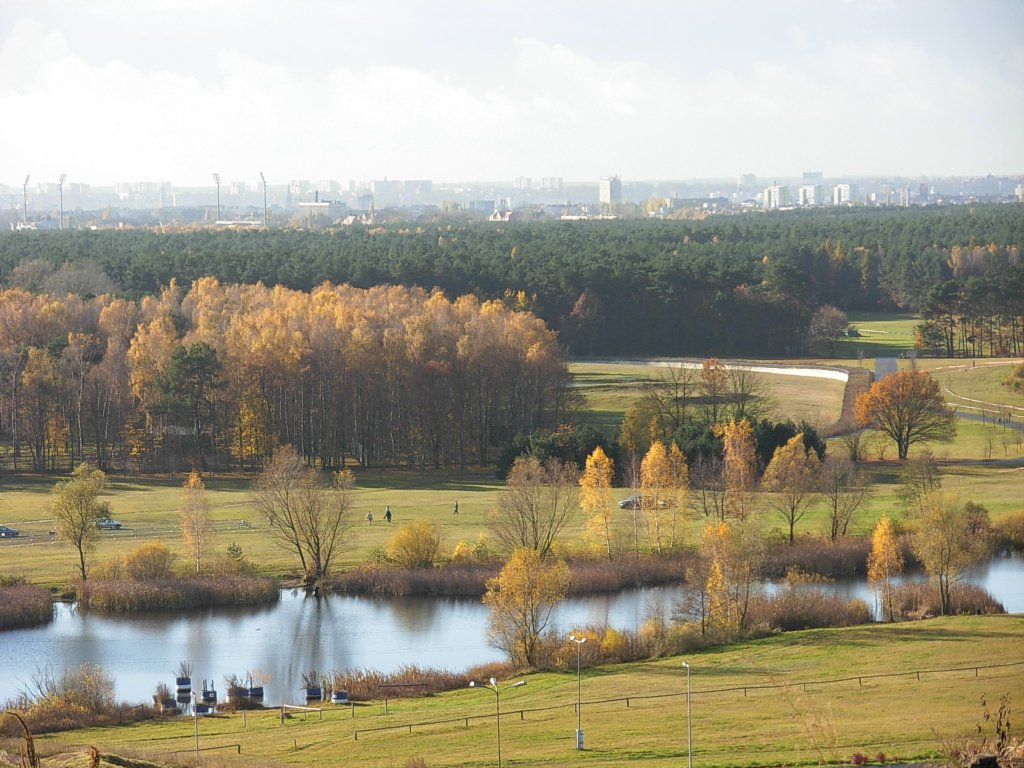
Widok z Góry Myślęcińskiej

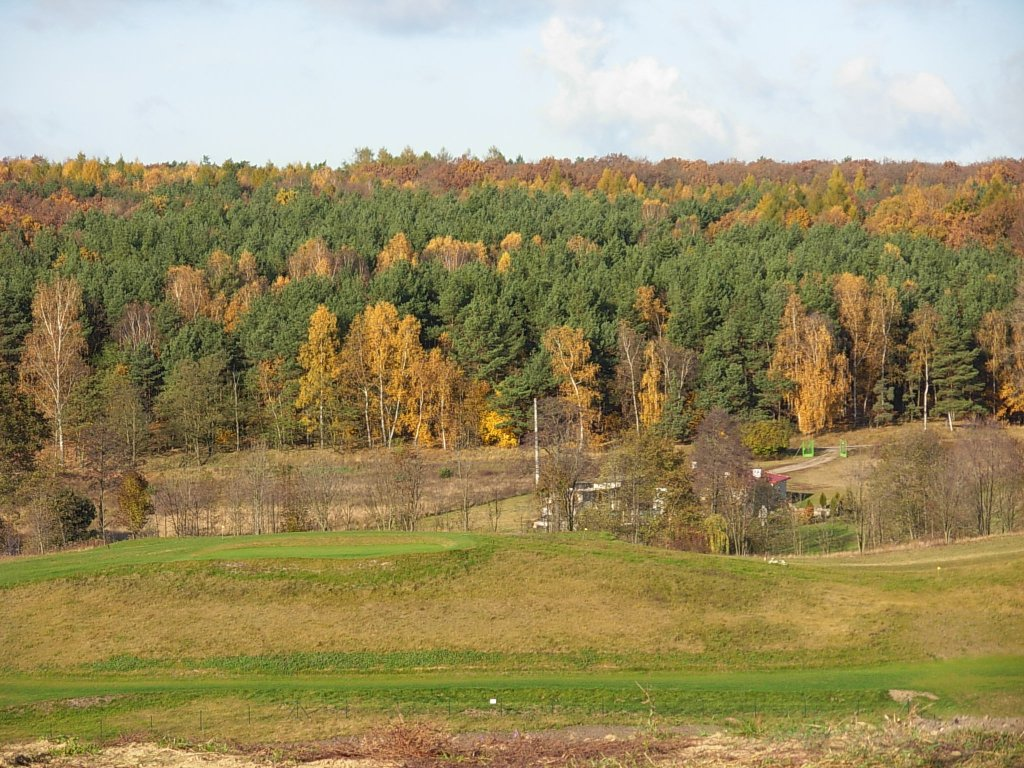
Zbocze jednej z dolinek w Myślęcinku

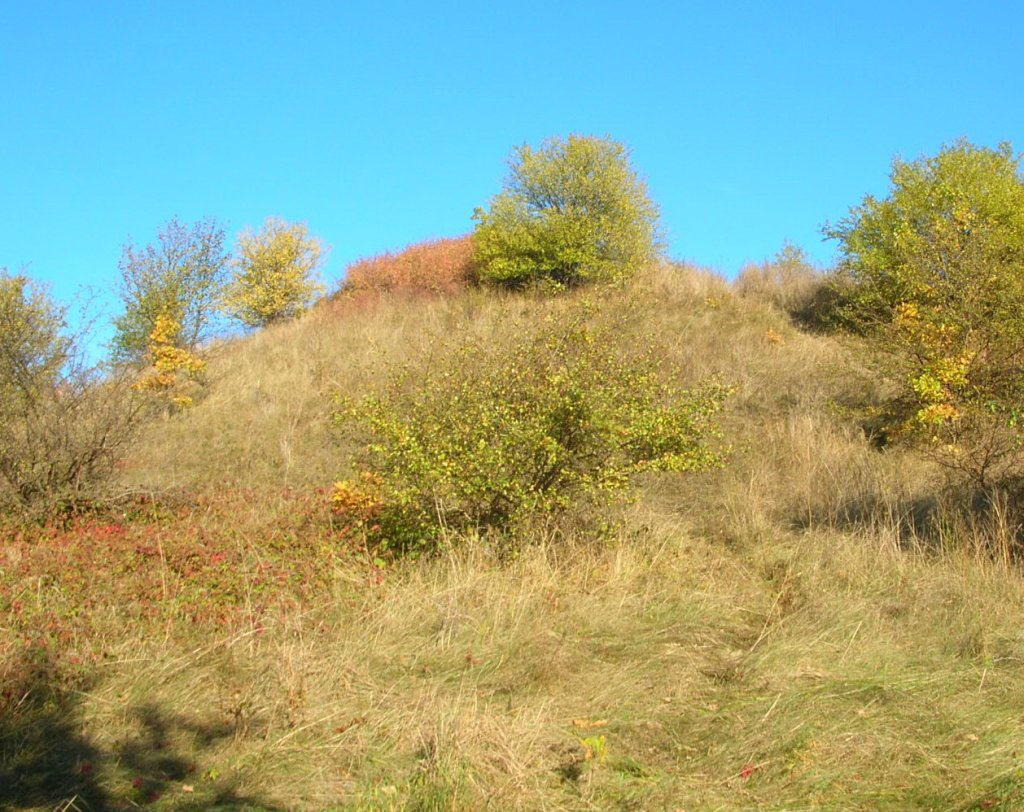
Grodzisko Zamczysko

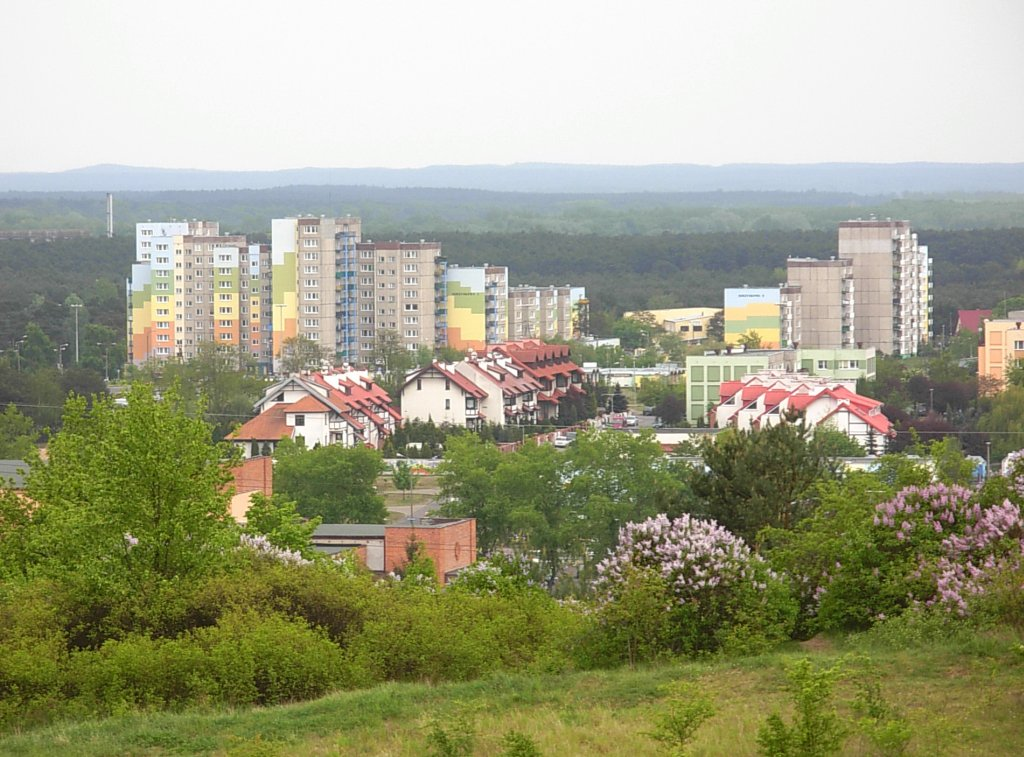
Widok na os. Bohaterów w Fordonie

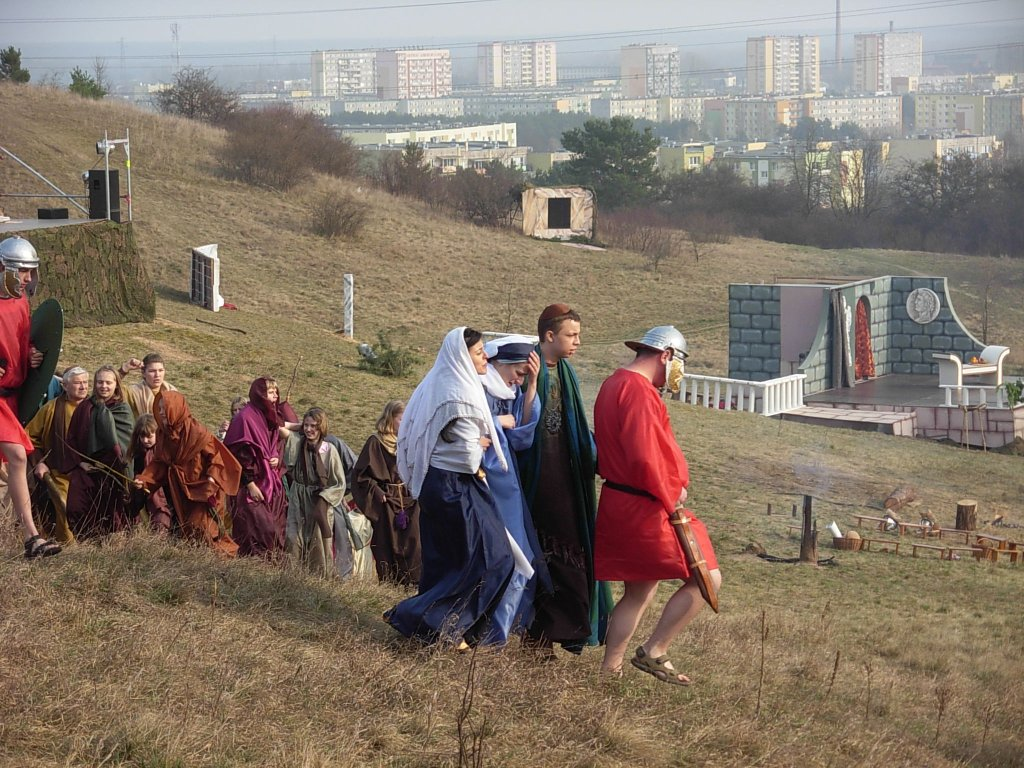
Misterium męki Pańskiej w Bydgoszczy w parowie Zbocza Fordońskiego

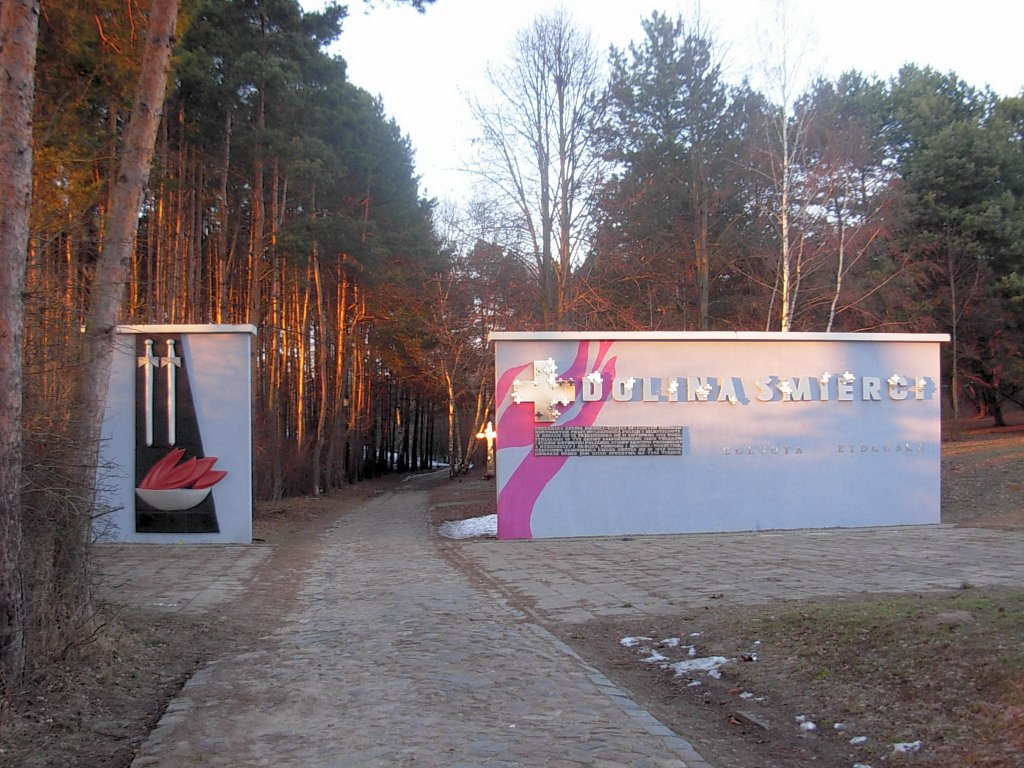
Dolina Śmierci

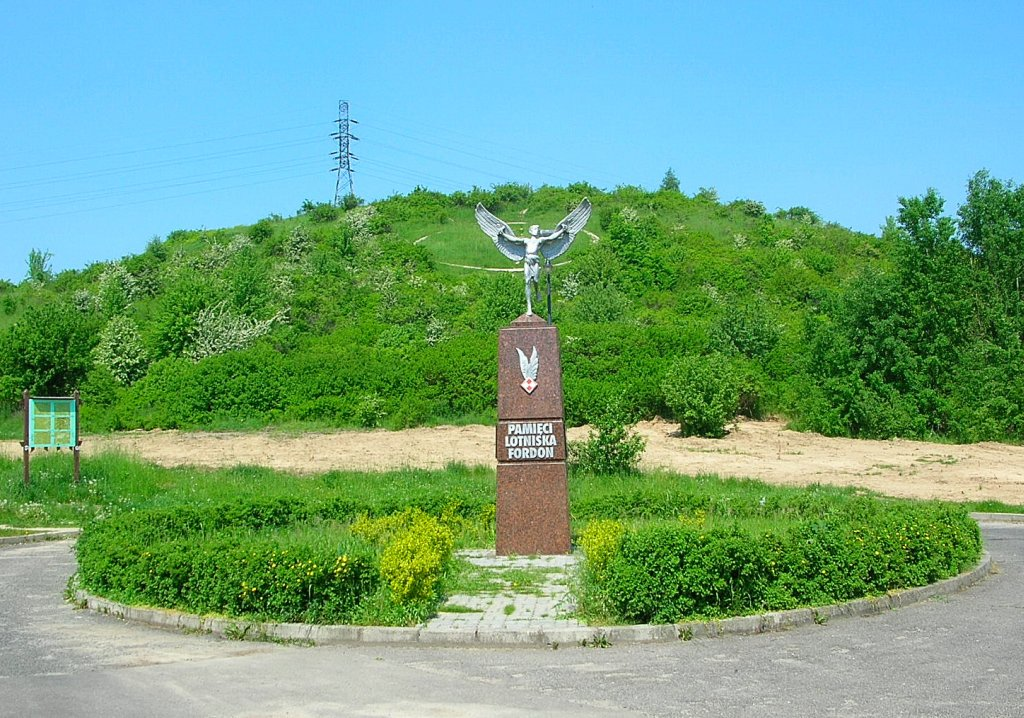
Góra Szybowników jako tło pomnika Ikara

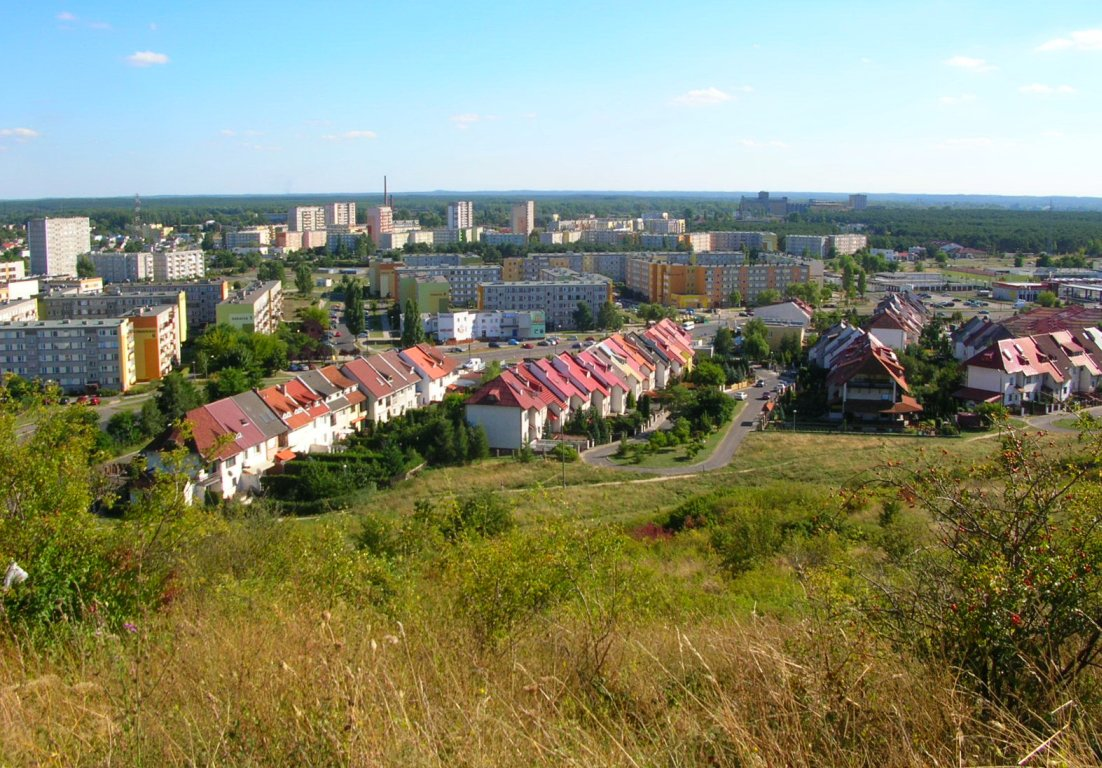
Widok ze Góry Szybowników

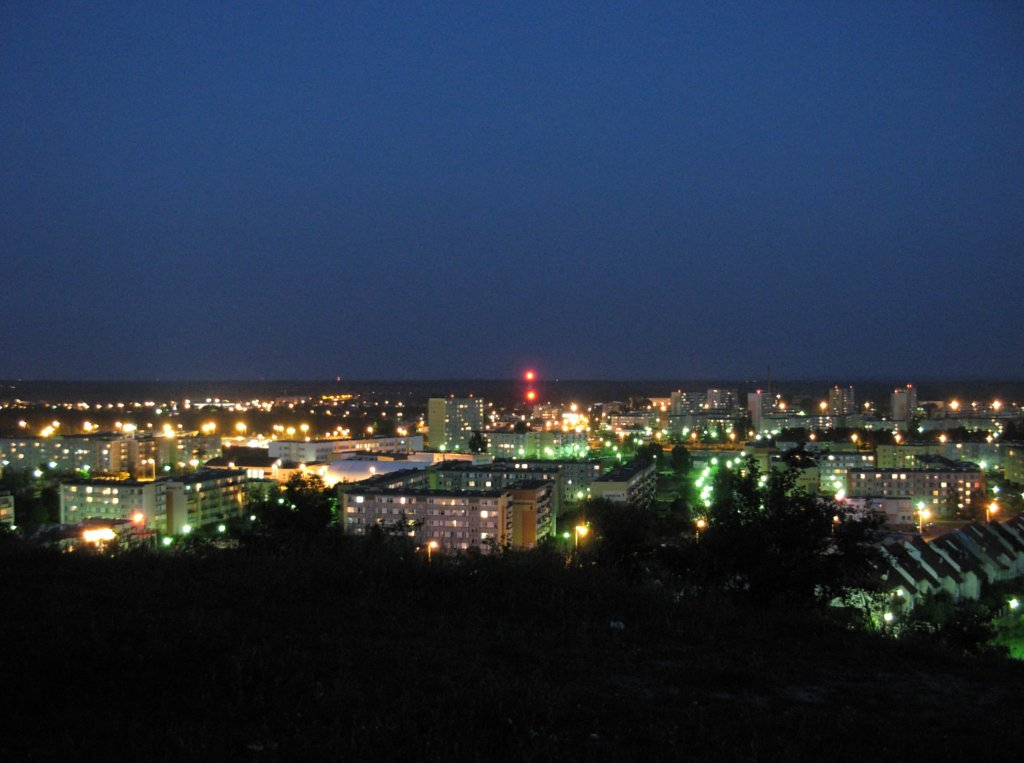
Dzielnica Fordon o zmierzchu widoczna ze Zbocza Fordońskiego

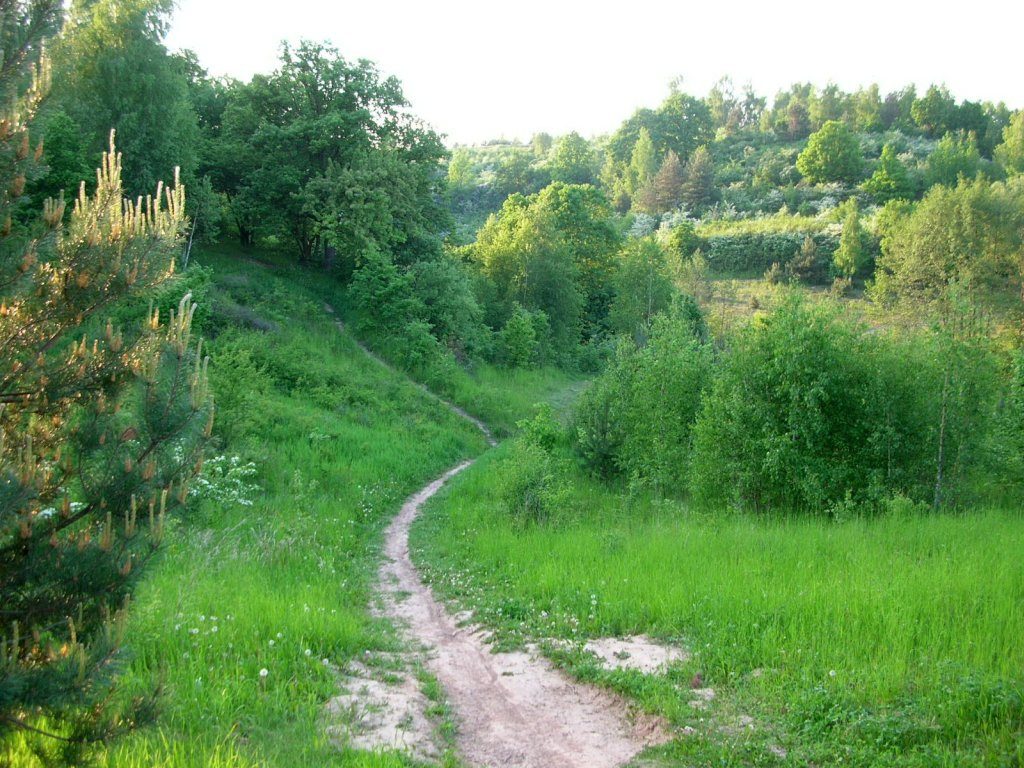
Dolinki Fordońskie

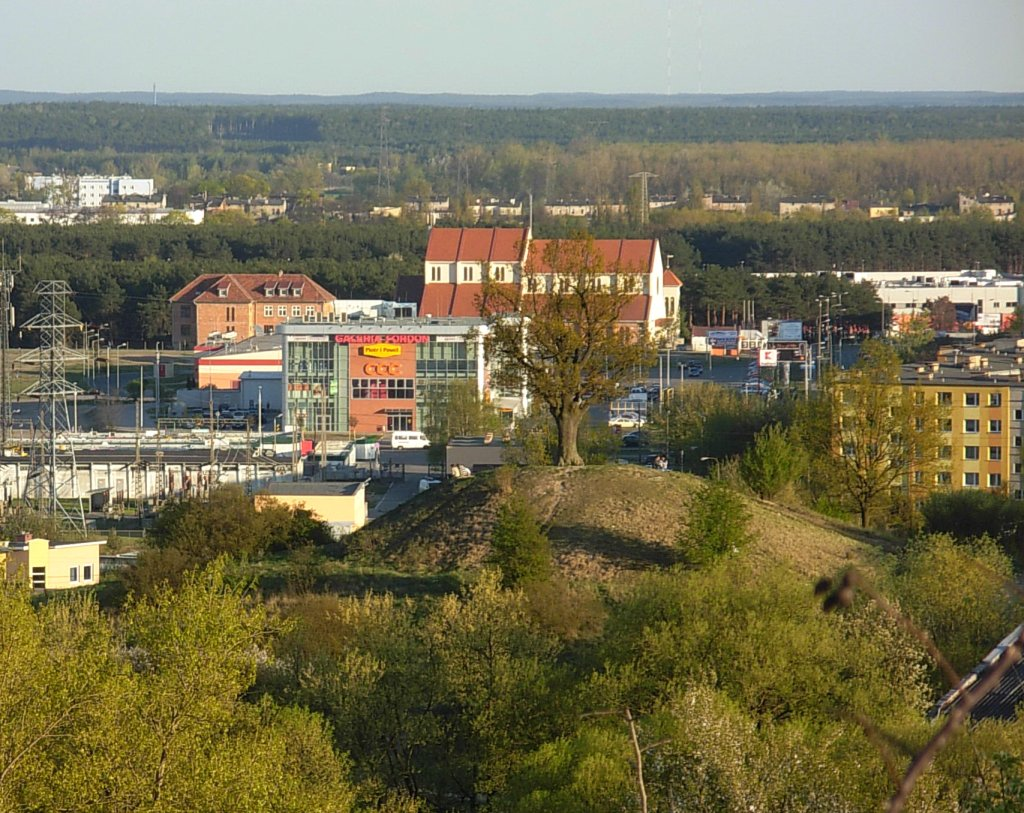
Dąb Napoleona na tle Fordonu

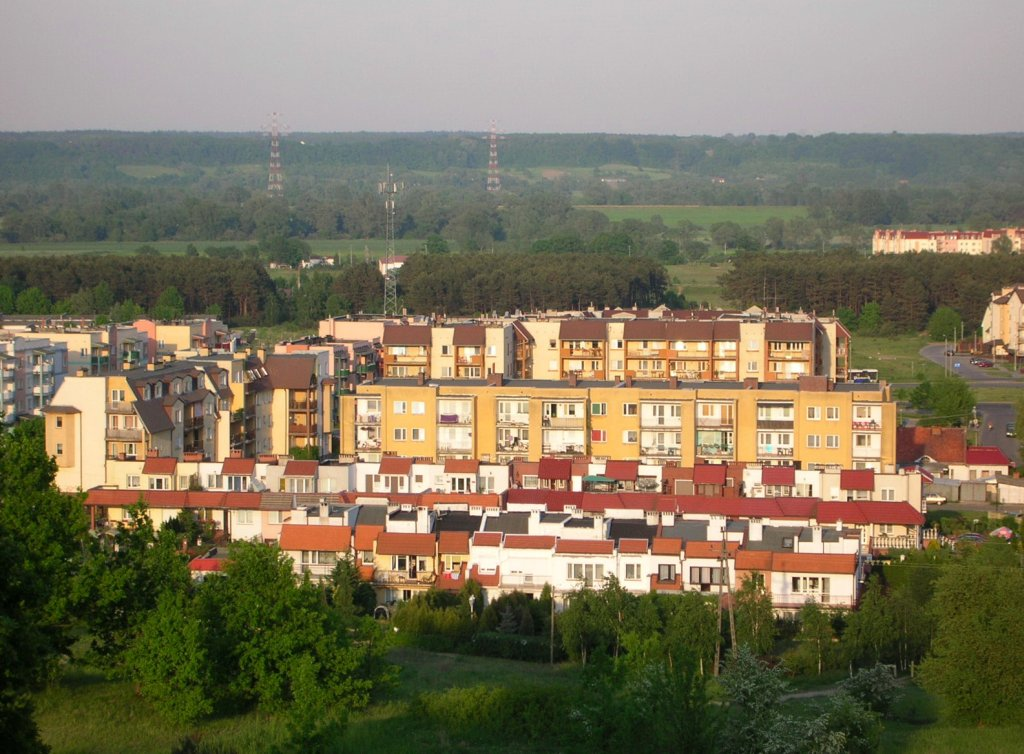
Widok na os. Tatrzańskie

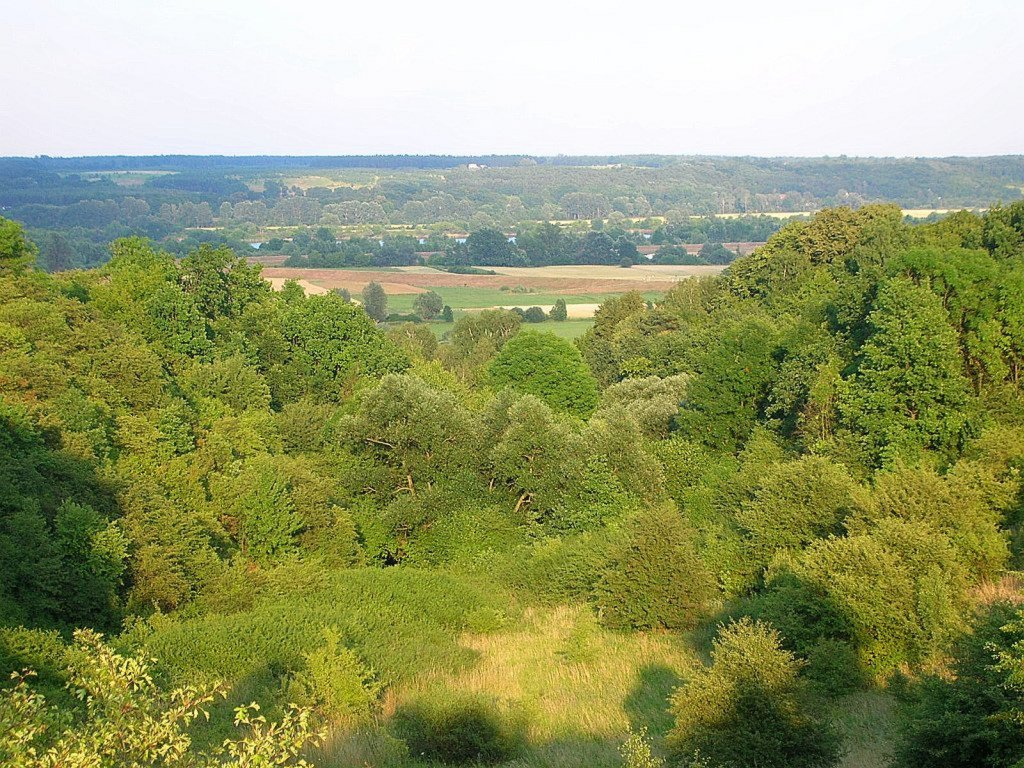
Uroczysko „Prodnia” w Jarużynie

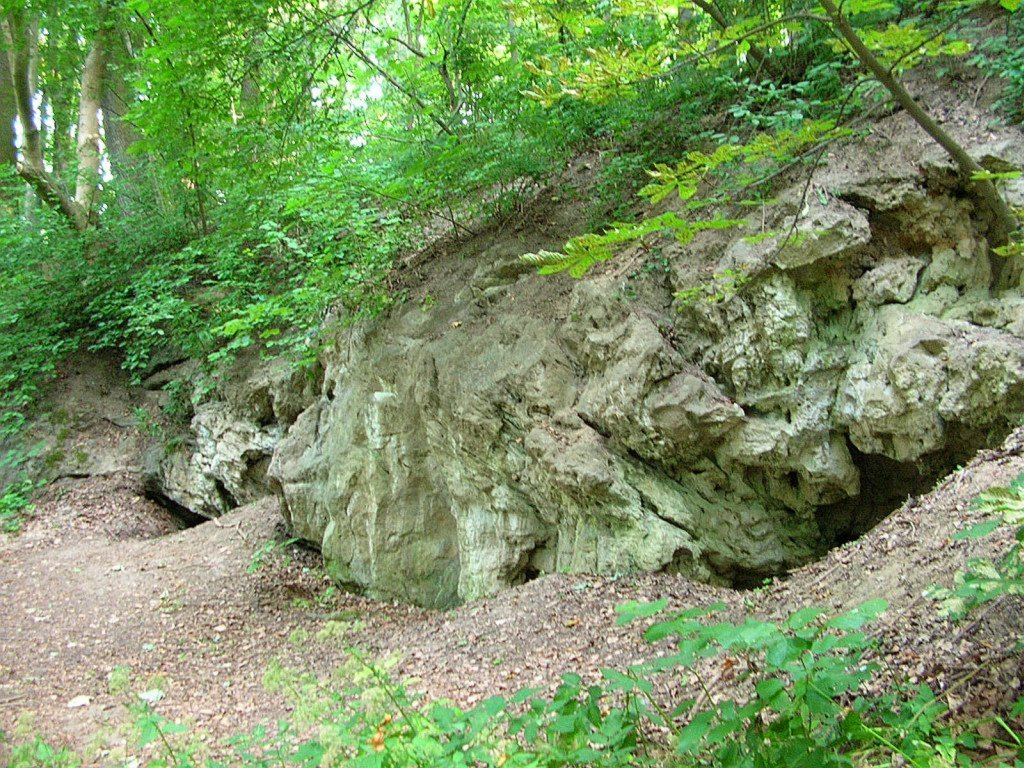
Zespół jaskiń „Bajka” w wąwozie Zbocza Fordońskiego w Gądeczu

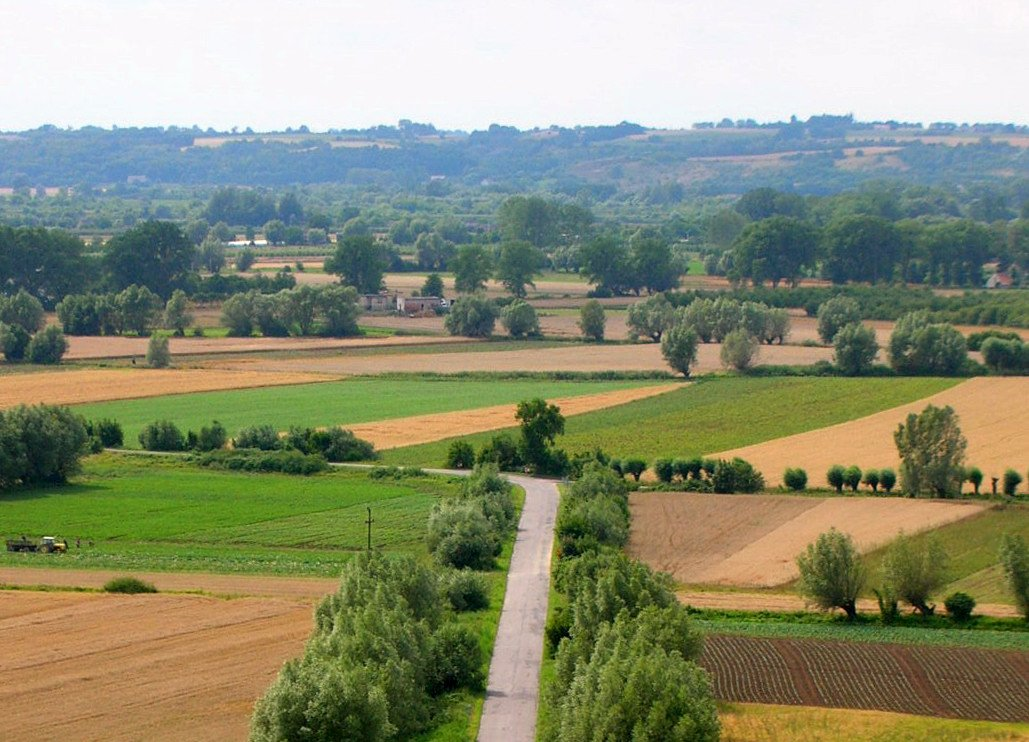
Zbocze Fordońskie widoczne z prawej krawędzi doliny Wisły (rejon Starogrodu)

Zbocze Fordońskie – mikroregion fizycznogeograficzny (314.731) w północnej Polsce, w gminach: Bydgoszcz, Osielsko, Dobrcz, Pruszcz i Świecie, stanowiący południową i wschodnią granicę Wysoczyzny Świeckiej.
Zbocze Fordońskie obejmuje fragment północnej strefy krawędziowej Pradoliny Toruńsko-Eberswaldzkiej oraz zachodniego zbocza Doliny Dolnej Wisły.
Jest najbardziej zróżnicowanym ekologicznie utworem natury na terenie Bydgoszczy i jednym z ciekawszych w regionie kujawsko-pomorskim.
Zbocze Fordońskie jest zaliczone do mezoregionu Wysoczyzny Świeckiej ze względu na genezę krajobrazu i wynikające z niego cechy litologiczno-stratygraficzne oraz typy zbiorowisk roślinnych. Jednakże w zakresie powiązań krajobrazowych oddziałuje również na Dolinę Fordońską.

## Lokalizacja
Mikroregion obejmuje wąski pas terenu (600–1500 m) w północnej strefie zboczowej Kotliny Toruńskiej w Bydgoszczy (od Rynkowa po Fordon). Począwszy od węzłowego Wzgórza Szybowników w Fordonie, zbocze ciągnie się w kierunku północno-wschodnim i stanowi zachodnią krawędź Doliny Fordońskiej. Od północy i zachodu ze Zboczem graniczą mikroregiony Wysoczyzny Świeckiej: Wysoczyzna Osielska i Wysoczyzna Strzelecka. Na odcinku Fordon – Strzelce Dolne występuje Fordoński Przełom Wisły.

## Historia geologiczna
Zobacz też: Historia geologiczna przełomu Wisły pod Fordonem.
Zbocze Fordońskie powstało w klimacie peryglacjalnym, u schyłku zlodowacenia bałtyckiego (ok. 14-12 tys. lat temu). Jego ukształtowanie jest wynikiem oddziaływania erozji bocznej wód płynących oraz denudacji.
W okresie odpływu wód roztopowych i zmieszanych z nimi wód rzek płynących z południa Polski wzdłuż czoła lądolodu na zachód, powstała Pradolina Toruńsko-Eberswaldzka z rozszerzeniem zwanym Kotliną Toruńską. Zbocze Fordońskie było północną krawędzią tej pradoliny, zaliczanej do największych na ziemiach polskich. W miarę spływu wód, pradolina ulegała pogłębieniu, poszerzaniu i terasowaniu. W ten sposób stopniowo rosła wysokość względna Zbocza Fordońskiego. Około 12 tys. lat temu Prawisła uległa bifurkacji i przez około tysiąc lat przelewała swe wody zarówno na zachód, jak i na północ wzdłuż Doliny Dolnej Wisły. Szybsze wcinanie się rzeki w dolinie wiodącej w kierunku północnym doprowadziło do ustania przepływu wód na zachód. Dzięki temu ustała erozja powiększająca wysokość zbocza na odcinku Myślęcinek-Fordon, natomiast taki proces wzmógł się na odcinku Fordon-Świecie.
Niski poziom wód kształtującego się Bałtyku (Bałtyckie Jezioro Lodowe) doprowadził do znacznego pogłębienia przez rzekę doliny dolnej Wisły, a następnie po podwyższeniu wód Bałtyku (Morze Litorynowe, 8-4 tys. lat temu) przeważała akumulacja osadów rzecznych, dzięki czemu dno doliny podniosło się o kilkanaście metrów. Obecnie wysokości zbocza na odcinku pradolinnym wynoszą ok. 40 m, zaś w dolinie dolnej Wisły – do 60 m.
Kolejnym etapem kształtowania się Zbocza były procesy denudacyjne. Nie utrwalone jeszcze przez szatę roślinną, podlegało osuwaniu, spełzywaniu i spłukiwaniu przez wody opadowe i podziemne. Dochodziło do wypłukiwania piasków i glin, co w efekcie doprowadziło do wynoszenia tego materiału w kierunku podnóża zbocza i osadzania go tam w postaci stożków napływowych. Powstały rozległe systemy dolinek denudacyjnych, składających się z wielu odnóg i mniejszych lub większych zagłębień (nisze denudacyjne, dolinki zawieszone). Największe systemy powstały w rejonie ul. Zamczysko oraz ul. Armii Krajowej i ul. Sądeckiej. Pomiędzy nimi pozostały ostańce erozyjne w postaci wzgórz i kulminacji.
Po ociepleniu klimatu, formy terenu zostały utrwalone poprzez systemy korzeniowe roślin. Obecnie procesy erozji są kontynuowane w istotny sposób jedynie przez wypływające ze zbocza wody podziemne oraz wpływy antropogeniczne. Masowe ruchy gruntu mogą występować w miejscach, gdzie zniszczono szatę roślinną.

## Charakterystyka
Zbocze Fordońskie posiada wyraźne granice morfologiczne. Tworzą je: krawędź zbocza wysoczyzny, podnóże zbocza oraz górne odcinki dolinek erozyjnych i wąwozów. Strefa ta ma przeciętnie szerokość 600–800 m, ale na niektórych odcinkach osiąga 1,5 km (rejon Myślęcinka, Czarnówczyna, Mariampola, Strzelec). W obrębie strefy zboczowej występują również wąskie (do 100 m) listwy teras erozyjnych doliny Wisły.
Wysokości względne osiągają w części pradolinnej 35–40 m (maks. 44 m), a w rejonie holoceńskiej doliny Wisły, przeciętnie 55–60 m (maks. 68 m). Nachylenia dochodzą do 40-50°, a w przypadku intensywnej erozji oraz obrywów i osuwisk do 90°. W strefie zboczowej, pod pokrywą osadów stokowych występują wychodnie 3-4 pokładów glin morenowych, lokalnie osadów zastoiskowych (mułki, iły, kreda jeziorna) oraz glacjofluwialnych osadów piaszczysto-żwirowych.

### Stosunki wodne
W mikroregionie bardzo liczne są źródła, wycieki i strumienie. Wypływy wody obserwuje się w trzech poziomach: u podnóża zbocza, na wysokości 20-25 oraz ok. 40 m licząc od dna doliny. Największe znaczenie ma drugi poziom wodonośny. Warstwa ta zasila źródełka położone w dolnej części zbocza i ma charakter stałookresowy. Wody najwyższej warstwy wodonośnej mają natomiast charakter sezonowy i pojawiają się wówczas, gdy jest wystarczająca suma opadów na wysoczyźnie.
Wydajność źródeł najczęściej wynosi 0,1–0,3 l/sek, zaś przepływ w ciekach maksymalnie 4-5 l/sek. Duży udział w ich zasilaniu mają wody powierzchniowe i podpowierzchniowe. W związku z niewielką zlewnią (do kilkuset metrów od krawędzi) obserwuje się dużą zmienność sezonową sięgającą 100% wielkości przepływu.
Strumienie wykorzystują i równocześnie silnie przekształcają późnoglacjalną sieć dolinek, z których w dużej części nie obserwuje się obecnie odpływu wody.
Odpływ wód dolinkami wykorzystuje się miejscami przez podpiętrzenia wód, w wyniki czego powstają sztuczne stawy (Myślęcinek, Czarnówczyn, Fordon, Jarużyn). Kilka cieków jest częściowo uregulowanych, a nawet skanalizowanych. Płynące w nich wody zwykle nie trafiają bezpośrednio do Brdy lub Wisły, lecz wsiąkają w piaski z których zbudowana jest znaczna część dna pradoliny.

### Dolinki
Charakterystycznym elementem mikroregionu jest system silnie przekształconych denudacyjnie dolinek. Podlegające erozji wgłębnej cechują się dużym spadkiem (4-5%) oraz silnymi procesami denudacyjnymi na zboczach (obrywy, osuwiska, odpadanie). Zbocza są silnie przekształcone przez człowieka, zarówno wskutek orki, zakładania pastwisk, jak i gospodarki sadowniczej (tarasowanie). Są to przyczyny stosunkowo małej powierzchni zalesionej.

### Gleby
Gleby należą w większości do typu gleb deluwialnych (właściwe, brunatne). W obszarach dolinek są to często gleby deluwialne próchniczne oraz gleby bagienne, z przewagą torfowo-mułowych i mułowych. Występują również gleby inicjalne oraz nasypowe.

### Mikroklimaty
Ze względu na bardzo urozmaiconą rzeźbę terenu, stosunki wodne oraz szatę roślinną, na obszarze Zbocza Fordońskiego występuje niespotykany na innych obszarach Bydgoszczy zespół różnych typów topoklimatów.
Na niezwykle małej przestrzeni występują koło siebie:
- topoklimaty różnych ekspozycji terenu: południowej, wschodniej, zachodniej i północnej,
- topoklimaty terenów otwartych i leśnych,
- topoklimaty terenów suchych i wilgotnych, lokalnych mgieł, inwersji i spływów chłodu.

Odczuwalność cech topoklimatów jest wyraźnie odczuwalna w określonych warunkach pogodowych kształtowanych przez globalne czynniki klimatyczne.

### Roślinność
Zbocze Fordońskie należy do najbardziej zróżnicowanych ekologicznie utworów natury nie tylko w rejonie Bydgoszczy, ale w całej strefie niżowej. Jest to przede wszystkim bardzo duża różnorodność biotopów (od suchych do podmokłych), a także duże zróżnicowanie biocenoz.
Zachowane lasy to bardzo często grądy typowe lub zboczowe, czasami nasadzenia dębów zbliżone do ciepłolubnej dąbrowy. Na dawnych pastwiskach, z reguły w strefach przykrawędziowych (czasami bardzo suchych), występują mezofilne zbiorowiska zaroślowe: głogów, róż, śliwy tarniny, berberysu oraz murawy kserotermiczne. W dolinkach z odpływem wody występują łęgi olszowo-jesionowe, z olszą czarną, domieszką topoli osiki i wierzby białej. Strefy wysięków wodnych opanowane są natomiast przez zbiorowiska szuwaru trzcinowego i skrzypu olbrzymiego wraz zaroślami osiki i wierzby. Miejscami występują torfowiska źródliskowe wraz z bogatą florą roślin niższych (glony, mchy, wątrobowce i inne).
W strefach ujściowych strumieni tworzą się stożki napływowe, często zabagnione ze zbiorowiskami łęgu olszowo-jesionowego, wiązowo-jesionowego lub żyznego grądu niskiego.
Wśród nasadzeń dokonanych przez człowieka spotyka się również bory sosnowe (Myślęcinek, Czarnówczyn, Jarużyn) oraz buczyny (Myślęcinek, Gądecz). W starych sadach i na dawnych pastwiskach zachodzą procesy sukcesji ekologicznej (regeneracja roślinności naturalnej).

### Zagrożenie ruchami masowymi
Na podstawie „Mapy Zagrożeń Ruchami Masowymi Miasta Bydgoszczy” można stwierdzić, że Zbocze Fordońskie jest w średnim stopniu zagrożone ruchami masowymi. Skarpy wykształcone są przeważnie w glinach zwałowych z piaskami. Jedynie w Myślęcinku fragment wykształcony w iłach serii poznańskiej posiada wysoki stopień zagrożenia obrywami, bądź osuwiskami.

## Ochrona przyrody
Zbocze Fordońskie w całości wchodzi w obręb Zespołu Nadwiślańskich Parków Krajobrazowych.
Wśród utworów przyrodniczych objętych ochroną rezerwatową wyróżnia się m.in.
- projektowany rezerwat florystyczny Kozielec z zespołem muraw kserotermicznych;
- projektowany rezerwat krajobrazowy Parów Cieleszyński obejmujący głęboki, rozgałęziony parów z unikatowym stanowiskiem zlepieńców i piaskowców plejstoceńskich;
- rezerwat przyrody Ostnicowe parowy Gruczna chroniący murawy kserotermiczne.

W pracy „Środowisko przyrodnicze Bydgoszczy” podano propozycje nowych terenów do objęcia ochroną prawną w Bydgoszczy. Wśród nich znalazło się sporo utworów przyrodniczo-krajobrazowych Zbocza Fordońskiego:
| Nazwa                | Miejsce                                             | Opis | Postulowana ochrona |
| -------------------- | --------------------------------------------------- | --- | ------------------- |
| Dolinki Myślęcińskie | Leśny Park Kultury i Wypoczynku                     | System dolinek erozyjnych oraz strefa zboczowa ze zbiorowiskami typu grądów, dąbrów oraz łęgami strumykowymi. Jest to obszar o zróżnicowanej rzeźbie terenu, z lokalnymi wyciekami wody podziemnej. Zbiorowiska leśne cechują się występowaniem w runie typowych gatunków grądowych (gwiazdnica wielkokwiatowa, przylaszczka pospolita, kopytnik pospolity, groszek wiosenny, gajowiec żółty) i łęgowych (śledziennica skrętolistna, pokrzywa zwyczajna, zawilec gajowy). | rezerwat częściowy  |
| Dolinki Fordońskie   | Zbocze Fordońskie w rejonie Zofina                  | System dolinek erozyjnych strefy zboczowej doliny Wisły, ze zbiorowiskami kserotermicznymi w strefie przykrawędziowej oraz łęgowymi w dnach dolinek. Teren ten cechują duże deniwelacje i nachylenia terenu z przekształcającymi się zbiorowiskami zaroślowymi oraz murawami quasi-kserotermicznymi. | rezerwat częściowy  |
| Ogród Botaniczny     | Leśny Park Kultury i Wypoczynku                     | Dolina z systemem stawów utworzonych na Strudze Myślęcińskiej, z buczyną niżową, zadrzewieniami typu grądowego, łęgowego oraz zadrzewieniami parkowymi. Na terenie Ogrodu występuje wiele gatunków roślin chronionych z różnych typów siedlisk (torfowiskowe, leśne, kserotermiczne, łąkowe, wodne). Jest to fragment Parku w Myślęcinku o dużej wartości fizjonomicznej i rekreacyjnej.                                                                                  | użytek ekologiczny  |
| Zamczysko            | W rejonie ul. Armii Krajowej i ul. Zamczysko        | System dolinek oraz erozyjna ostroga wysoczyznowa z grodziskiem słowiańskim. W dnach dolinek łęgi strumykowe (olszowe), na zboczach i na wysoczyźnie lasy dębowe i sosnowe na siedliskach grądowych. | użytek ekologiczny  |
| Czarnówczyn          | Czarnówczyn, na granicy Bydgoszczy i gminy Osielsko | Fragment rozległej dolinki, z małym strumieniem w dnie, ze zbiorowiskami łęgowymi (w drzewostanie m.in. olsza czarna), z częściowo zabagnionym dnem i wysiękami wód podziemnych. | użytek ekologiczny  |

## Wartość rekreacyjna
Zbocze Fordońskie stanowi jeden z najwartościowszych utworów natury w obrębie Bydgoszczy i okolic, zarówno ze względu na walory krajobrazowe, jak również zróżnicowanie przyrodnicze. Podstawowe wartości mikroklimatu tego terenu to: duża ilość lekkich jonów ujemnych, wysoka produkcja fitoareozoli o działaniu detoksykacyjnym, stymulującym układ odpornościowy, krążenia i oddechowy.
Zbocze jest jedną z dwu głównych promenad widokowych Bydgoszczy, z której można obserwować panoramę miasta oraz przełomu dolnej Wisły pod Fordonem. Kilka wzgórz krawędziowych zyskało własne nazwy jak np. Góra Myślęcińska, skąd można obserwować oddalone o 4 km miasto, Góra Zamkowa z grodziskiem oraz Góra Szybowników, położona na styku trzech jednostek geomorfologicznych. Od parku w Myślęcinku, aż po granicę powiatu bydgoskiego w Kozielcu, urozmaica je kilkadziesiąt wąwozów, parowów, dolinek i innych form erozyjnych.
W 2018 ze środków pochodzących z budżetu obywatelskiego przewidziane jest wzniesienie wieży widokowej między ul. Tatrzańską i Świętokrzyską w Fordonie.
Główne dolinki i parowy Zbocza Fordońskiego (w obrębie miasta Bydgoszczy i powiatu bydgoskiego, z zachodu na wschód):
| Nazwa                           | Miejsce                                                                           | Opis | Ochrona                                |
| ------------------------------- | --------------------------------------------------------------------------------- | --- | -------------------------------------- |
| Parów Rynkowo                   | Rynkowo                                                                           | Parów przekształcony antropogenicznie. Wiedzie nim linia kolejowa Bydgoszcz-Gdańsk. Miejsce, gdzie Wysoczyzna Świecka graniczy z Doliną Sandrową Brdy. |                                        |
| Dolinki Myślęcińskie            | Leśny Park Kultury i Wypoczynku (część zachodnia)                                 | Grupa zalesionych dolinek i parowów. Zbiorowiska leśne cechują się występowaniem w runie typowych gatunków grądowych (buczyny, dąbrowy) i łęgowych. W lesie istnieje wiele ścieżek spacerowych. | postulowany rezerwat częściowy         |
| Uroczysko Zacisze               | Leśny Park Kultury i Wypoczynku                                                   | Polana u stóp wzgórz porośniętych m.in. buczyną. Znajduje się tu źródło wody podziemnej – pomnik przyrody nieożywionej, system kaskadowych stawów zasilanych przez strugę „Zacisze”, przyrodnicza ścieżka dydaktyczna oraz budynek Kujawsko-Pomorskiego Centrum Edukacji Ekologicznej. |                                        |
| Dolina w ciągu ul. Rekreacyjnej | Leśny Park Kultury i Wypoczynku.                                                  | Dnem doliny płynie Struga Rynkowska, a jej zachodnim zboczu biegnie promenada parkowa. |                                        |
| Dolina Ogrodu Botanicznego      | Leśny Park Kultury i Wypoczynku (część wschodnia)                                 | Dnem dolinki płynie Struga Myślęcińska, na której poprzez system kaskad powstało kilkanaście stawów z bogatą roślinnością wodną. We wzniesienia o różnym nachyleniu stoków i wysokości (deniwelacje do 30 m), poprzecinane jarami wkomponowano alejki spacerowe Ogrodu Botanicznego. Poszczególne siedliska roślin zostały udostępnione przez połączenie ścieżkami ekspozycji terenowych. Na zachodnim zboczu doliny znajduje się alpinarium, zaś w części wschodniej stadnina koni. | postulowany użytek ekologiczny         |
| Zespół parowów Zamczysko        | Na wschód od ul. Armii Krajowej                                                   | Jedna z bardziej rozczłonkowanych dolinek w obrębie Zbocza Fordońskiego. Na szczycie ostrogi wysoczyznowej (Góra Zamkowa 95,6 m n.p.m.) znajduje się grodzisko prasłowiańskie, a we wschodniej jego części pozostałości bazy radiolokacyjnej Wojsk Obrony Przeciwlotniczej. W dnach dolinek znajdują się łęgi olszowe, a na zboczach i wysoczyźnie lasy dębowe i sosnowe. | postulowany użytek ekologiczny         |
| Dolinka Czarnówczyn             | Czarnówczyn                                                                       | Wzdłuż dolinki znajdują się zabudowania osady Czarnówczyn oraz droga do Osielska. Porastają ją zbiorowiska łęgowe, a wschodnie zbocza kompleks Lasu Jastrzębie. Dnem dolinki płynie strumień spiętrzony miejscami w stawy. | postulowany użytek ekologiczny         |
| Parowy Czarnówka                | Naprzeciw osiedla Eskulapa w Fordonie                                             | Dolinki porośnięte łęgiem, odwadniane przez strumienie. Oddzielone są ostrogami wysoczyznowymi, porośniętymi roślinnością sukcesyjną, m.in. krzewami tarniny. |                                        |
| Dolina Śmierci                  | Naprzeciw osiedli: Przylesie i Bohaterów w Fordonie                               | Dolina, w której jesienią 1939 r. hitlerowcy dokonali masowych egzekucji ok. 1200 osób. Wzdłuż doliny prowadzi Droga Krzyżowa, a w części górnej znajdują się masowe groby pomordowanych. Dolina jest wkomponowana w park martyrologiczny Sanktuarium Kalwarii Bydgoskiej Golgoty XX wieku. Jej elementami są pomniki: ku czci pomordowanych (1975 r.) oraz tzw. Brama do Nieba (2009 r.) Corocznie organizowane są tutaj Misteria Męki Pańskiej, oraz procesje publiczne. |                                        |
| Dolinki Fordońskie              | Naprzeciw osiedli: Szybowników, Tatrzańskiego, Zofina i Niepodległości w Fordonie | Kilkanaście parowów oraz dolinek odwadnianych ciekami wodnymi. Ciągną się wzdłuż zbocza Doliny Dolnej Wisły. Ostrogi wysoczyznowe rozdzielające poszczególne dolinki nie są zalesione, natomiast porośnięte łęgami są z reguły dna dolin. Strefy przykrawędziowe zajmują murawy kserotermiczne. W zboczach dolinek spotyka się wysięki wodne (m.in. źródlisko „Mieczysław”). Teren cechują duże deniwelacje i nachylenia terenu. Oprócz wzgórz i dolinek spotyka się szereg pośrednich form erozyjnych: wciosów, bruzd, niecek, izolowanych wzniesień i miniaturowych „grani”. Na jednym z wzniesień rośnie tzw. „dąb Napoleona”. | postulowany rezerwat częściowy         |
| Parów Księży Las                | Mariampol                                                                         | Jeden z większych i bardziej rozgałęzionych parowów Zbocza Fordońskiego, porośnięty dąbrową świetlistą oraz lasem mieszanym. Jego dnem wiedzie droga do wsi Mariampol Górny. |                                        |
| Parów Jarużyński                | Na południe od Jarużyna                                                           | Głęboka, trudno dostępna, zalesiona dolina, odwadniana przez ciek wodny. Na zboczu źródlisko (pomnik przyrody) zwane „oczami Jarużyna”. W swym górnym odcinku dolina zakręca dochodząc do wsi Jarużyn. |                                        |
| Uroczysko Prodnia               | Jarużyn                                                                           | Dość szeroka, odwadniana dolinka. Ze wzgórz można podziwiać panoramę fordońskiego przełomu Wisły, gdyż dolina jest w tym miejscu najwęższa na odcinku od Wyżyn Środkowopolskich do Bałtyku. Dnem parowu wiedzie ścieżka, dzięki czemu uroczysko można zwiedzić od wewnątrz. | użytek ekologiczny (od 17 III 2000 r.) |
| Parowy strzeleckie              | Strzelce Górne, Strzelce Dolne                                                    | Na zboczu parowu biegnie asfaltowa droga łącząca Strzelce Górne i Dolne. Zjeżdżając samochodem można obserwować panoramę doliny Wisły, a różnica wysokości dochodzi do 60 m. Na północnym obrzeżu parowu znajduje się kopulaste wzgórze (96,3 m n.p.m.), które jest pozostałością po grodzie obronnym z okresu plemiennego Słowian (VII-XII w.) Gród funkcjonował niegdyś w otoczeniu dużego zespołu osadniczego. |                                        |
| Parów w Gądeczu                 | Gądecz                                                                            | Głęboki wąwóz, odwadniany strumieniem. Cechuje się bardzo stromymi zboczami, porośniętymi drzewostanem bukowym. Jest to pozostałość parku krajobrazowego z XIX w., który przechodzi stopniowo w grąd zboczowy. W południowym zboczu doliny znajduje się zespół jaskiń utworzonych w piaskowych zlepieńcach. Jest to unikatowy w północnej Polsce pomnik przyrody nieożywionej. Największa z jaskiń nosi nazwę „Bajka”. |                                        |
| Parów w Trzęsaczu               | Trzęsacz, Kozielec                                                                | Rozgałęziona dolinka rozpoczyna się we Włókach i wiedzie do Trzęsacza. Na wschód od niej wspina się serpentyną na wysoczyznę droga asfaltowa. Z wierzchołka rozpościera się widok na Wisłę dopływającą od strony Fordonu. Zbocze między Trzęsaczem, a Kozielcem jest podcinane przez Wisłę, stanowiąc wiślany „klif” na podobieństwo innych tego rodzaju miejsc – w Bydgoszczy-Wyszogrodzie, koło Świecia (Góry Diabelce, Góry Wiąskie, Czarcie Góry), Grudziądza (Góry Łosiowe). |                                        |

## Szlaki turystyczne
Wzdłuż Zbocza Fordońskiego wytyczono kilka szlaków turystycznych, z uwagi na wartość przyrodniczo-krajobrazową tego terenu. Wzdłuż parowów, dolinek oraz krawędzi widokowych wydeptane są ścieżki spacerowe. Odkryte w większości zbocza oferują rozległe widoki pradoliny, w której rozlokowało się miasto Bydgoszcz i dzielnica Fordon, a w części wschodniej – przełomu dolnej Wisły oraz Doliny Fordońskiej.

### Szlak Nadwiślański
Wzdłuż Zbocza Fordońskiego (na wysoczyźnie oraz dnem doliny Wisły) przebiega  pieszy szlak turystyczny „Nadwiślański” Bydgoszcz Leśna – Świecie 52 km. Podążając nim pieszo lub rowerem można zwiedzić ciekawe utwory przyrodnicze oraz miejscowości rozlokowane na lewym zboczu doliny Wisły.

### Szlak im. Jeremiego Przybory
Wzdłuż bydgoskiego odcinka Zbocza Fordońskiego od Leśnego Parku Kultury i Wypoczynku do Mariampola w 2010 r. wytyczono  pieszy szlak turystyczny „im. Jeremiego Przybory” o długości 14,4 km. Patronem szlaku jest poeta i aktor Jeremi Przybora (twórca „Kabaretu Starszych Panów”), związany z Bydgoszczą i Fordonem. W latach międzywojennych uczył się w gimnazjum im. M. Kopernika w Bydgoszczy, ćwiczył w Bydgoskim Towarzystwie Wioślarskim, mieszkał zaś w majątku swego dziadka w Miedzyniu Wielkim (okolica Zbocza Fordońskiego). W latach 1945–1948 pracował w Pomorskiej Rozgłośni Polskiego Radia w Bydgoszczy.
Szlak rozpoczyna się przy pętli autobusowej w Myślęcinku i prowadzi u podnóża Zbocza, aż do Zamczyska, gdzie można wspiąć się szczyt wczesnośredniowiecznego grodziska i zwiedzić dawną bazę radiolokacyjną Wojsk Obrony Przeciwlotniczej (1965–1987). Następnie szlak prowadzi skrajem Lasu Gdańskiego oraz przez Las Jastrzębie do Doliny Śmierci. Ostatni etap stanowi wędrówka wzdłuż krawędzi Zbocza, poprzez parowy i dolinki do pętli autobusowej w Mariampolu. Po drodze mija się m.in. „dąb Napoleona” oraz źródlisko „Mieczysław”.

### Szlak im. ks. Zygmunta Trybowskiego
W 2008 r. wytyczono szlak im. ks. Zygmunta Trybowskiego, który umożliwia przejście Zboczem w obrębie dzielnicy Fordon. Jego patronem jest budowniczy i pierwszy proboszcz parafii Matki Boskiej Królowej Męczenników, miłośnik „fordońskich górek”, czciciel Doliny Śmierci i pomysłodawca budowy Kalwarii – Golgoty XX w.
Szlak rozpoczyna się na terenie Sanktuarium Królowej Męczenników. Następnie wiedzie Doliną Śmierci wzdłuż stacji Drogi Krzyżowej, aż do pomnika. Kolejnym etapem jest droga wiodąca wzdłuż krawędzi Zbocza aż do narożnego wzgórza zwanego Górą Szybowników. Z kolei szlak wiedzie na północ przecinając dolinki, wzgórza i parowy krawędzi Doliny Dolnej Wisły. Powrót do Sanktuarium następuje ścieżką wiodącą u podnóża zboczy.